# Station de recherche lunaire internationale
La Station de recherche lunaire internationale (en anglais International Lunar Research Station) ou ILRS est un programme spatial conjoint de la Chine et de la Russie dont l'objectif est d'installer un laboratoire scientifique à la surface de la Lune et/ou en orbite autour de celle-ci. La station sera occupée périodiquement par des équipages. Annoncé en mars 2021, ce programme comprend une phase de reconnaissance jusqu'à 2025 regroupant les missions robotiques des deux pays déjà programmées et une phase de construction entre 2025 et 2035 destinée à mettre au point les technologies et mettre en place les équipements nécessaires aux équipages. C'est au cours de la troisième phase qu'auront lieu les séjours d'équipages à la surface de la Lune. Les signataires suivant la Chine et la Russie sont le Vénézuéla, l'Afrique du Sud, l'Azerbaïdjan, le Pakistan, la Biélorussie, l'Égypte, la Thaïlande, le Kazakhstan et le Sénégal. Le projet est un concurrent direct du programme Artemis qui poursuit le même objectif et qui est développé par la NASA avec l'assistance de plusieurs pays partenaires dont l'Agence spatiale européenne, l'Agence spatiale canadienne et l'Agence spatiale japonaise, ce par l'intermédiaire, du point de vue du droit spatial, des Accords Artemis.

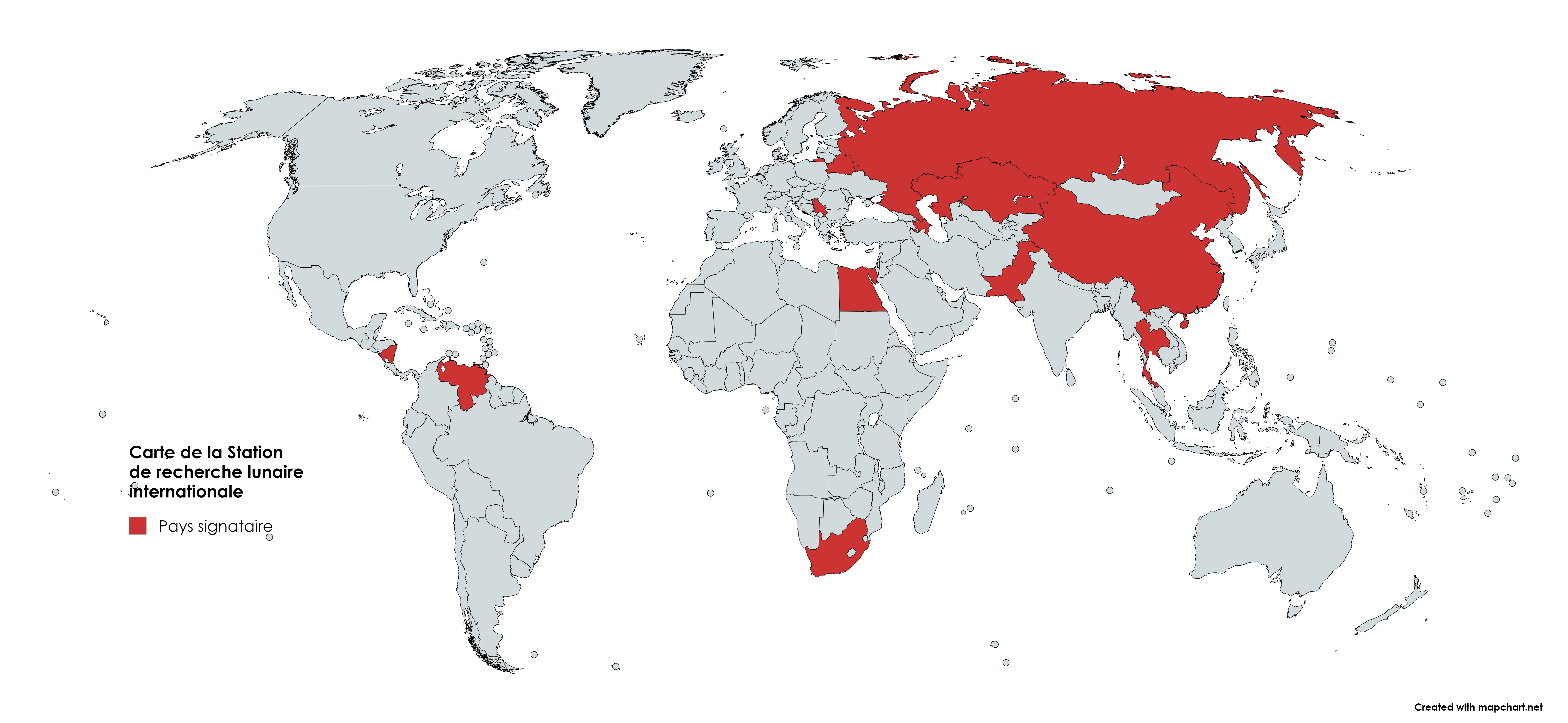
Pays participant à ce programme

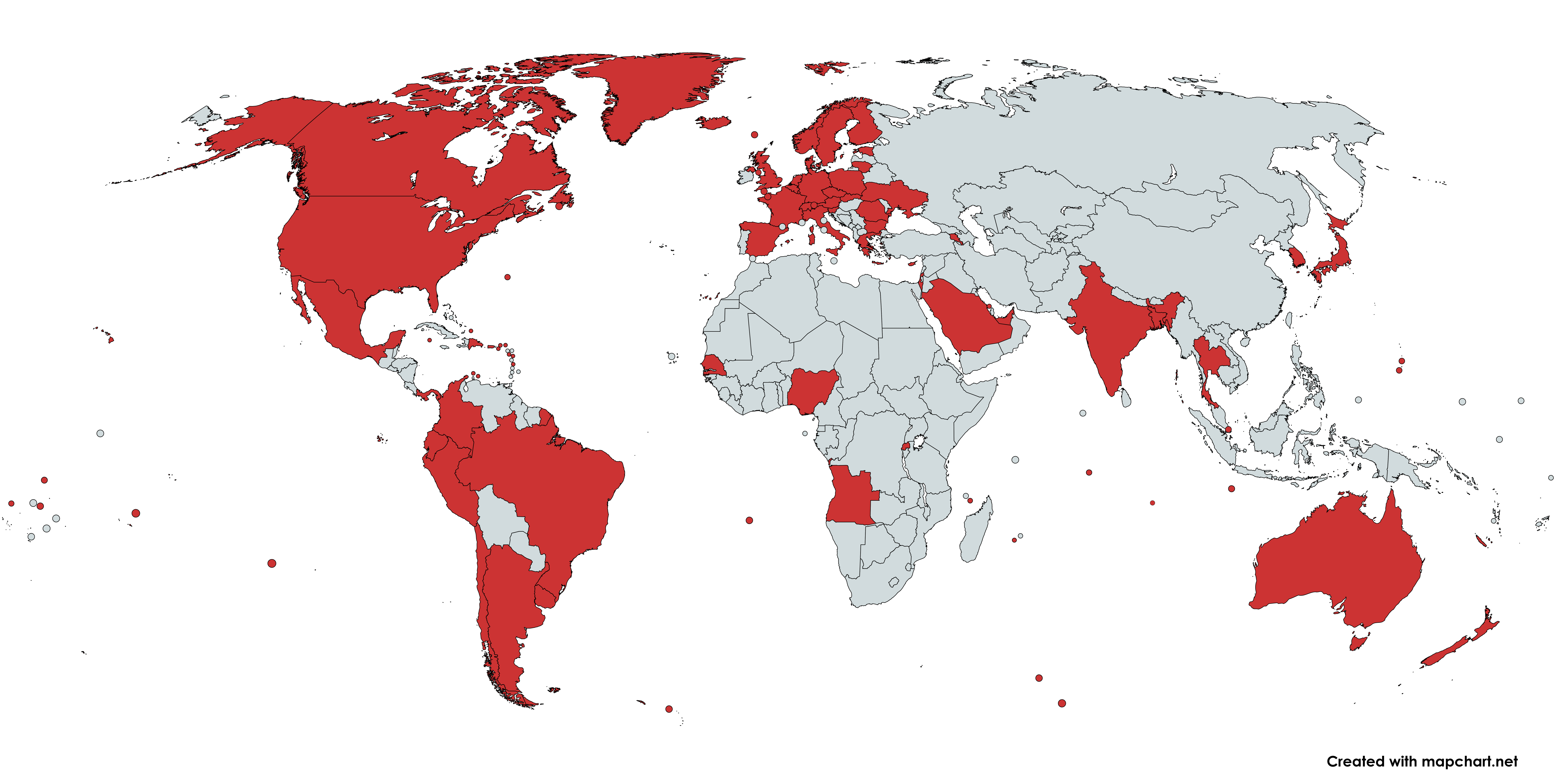
Pays participant au programme Artémis concurrent

## Historique
En mars 2020, la Chine et la Russie décident de développer ensemble un programme destiné à implanter à la surface de la Lune et/ou en orbite autour de celle-ci une station scientifique destinée à accueillir périodiquement des équipages. Ce projet est matérialisé par un protocole d'accord signé par les responsables des agences spatiales chinoise (Zhang Kejian) et russe (Dmitri Rogozine). En juin de la même année, la Russie et la Chine dévoilent une première version de la feuille de route du programme ILRS décrivant les modalités de collaboration entre les partenaires et les étapes du projet. Les deux responsables ont souligné à cette occasion que le programme était ouvert à d'autres partenaires internationaux.

### Analyse
Le programme ILRS constitue la suite du programme lunaire chinois dont les premières missions ont été approuvées au début des années 2000, et qui a déjà été largement implémenté avec succès via deux missions combinant atterrisseur et astromobile et deux missions sophistiquées de retour d'échantillons lunaires sur Terre. La Chine a commencé à développer certains des engins qui seront nécessaires pour réaliser le programme ILRS : un vaisseau permettant de transporter un équipage au-delà de l'orbite basse et deux lanceurs super-lourds.
En ce qui concerne la participation d'autres partenaires, les responsables des agences russe et chinoise ont indiqué en juin 2021 que des discussions étaient en cours avec l'ESA, l'agence spatiale européenne, et le CNES, l'agence spatiale française, et que d'autres pays avaient manifesté leur intérêt. Le projet est un concurrent direct du programme Artemis de la NASA qui poursuit le même objectif. L'existence de deux projets pourrait amorcer la scission de la communauté internationale dans le domaine de la recherche lunaire. Cette situation pourrait stimuler les efforts mais également avoir indirectement un effet négatif sur la coopération spatiale, et même affecter la stabilité stratégique et la sécurité internationale. Cela s'inscrit dans la tendance de bipolarisation à l'échelle mondiale qui est géopolitiquement observable, compte tenu de la croissance du projet et de la projection des intérêts associés vers le Sud Global et des pays favorables au bloc sino-russe.

## Membres
| Membre         | Date d'adhésion    | Notes                                           |
| -------------- | ------------------ | ----------------------------------------------- |
| Chine          | 16 juin 2021       | Membre fondateur                                |
| Russie         | 16 juin 2021       | Membre fondateur                                |
| Venezuela      | 17 juillet 2023    | Pour permettre l’accès aux stations terriennes. |
| Afrique du Sud | 1er septembre 2023 |                                                 |
| Azerbaïdjan    | 3 octobre 2023     |                                                 |
| Pakistan       | 20 octobre 2023    |                                                 |
| Biélorussie    | 23 octobre 2023    |                                                 |
| Égypte         | 7 décembre 2023    |                                                 |
| Thaïlande      | 5 avril 2024       |                                                 |
| Nicaragua      | 24 avril 2024      |                                                 |
| Serbie         | 9 mai 2024         |                                                 |
| Kazakhstan     | 5 juillet 2024     |                                                 |
| Sénégal        | 5 septembre 2024   |                                                 |

## Objectifs du programme
Les objectifs scientifiques du programme portent sur :
- La topographie, la géomorphologie et la structure géologique de la Lune.
- Les caractéristiques physiques et la structure interne de la Lune.
- La chimie de la Lune : composition et chronologie.
- L'environnement cis-lunaire.
- Les observations astronomiques depuis la surface de Lune.
- Les observations de la Terre depuis la Lune.
- Les expériences biologiques et médicales.

Le programme porte également sur l'exploitation des ressources de la Lune.

## Phases du programme (feuille de route 1.0 de juin 2021)
La version initiale de la feuille de route du programme présentée en juin 2021 comprend trois phases : une phase de reconnaissance robotique entre 2021 et 2025, une phase de construction entre 2025 et 2035 et enfin une phase opérationnelle avec l'envoi d'équipages à partir de 2036. Ces efforts s'articulent essentiellement autour des programmes d'exploration Luna du côté russe et Chang'e du côté chinois.

### Phase de reconnaissance

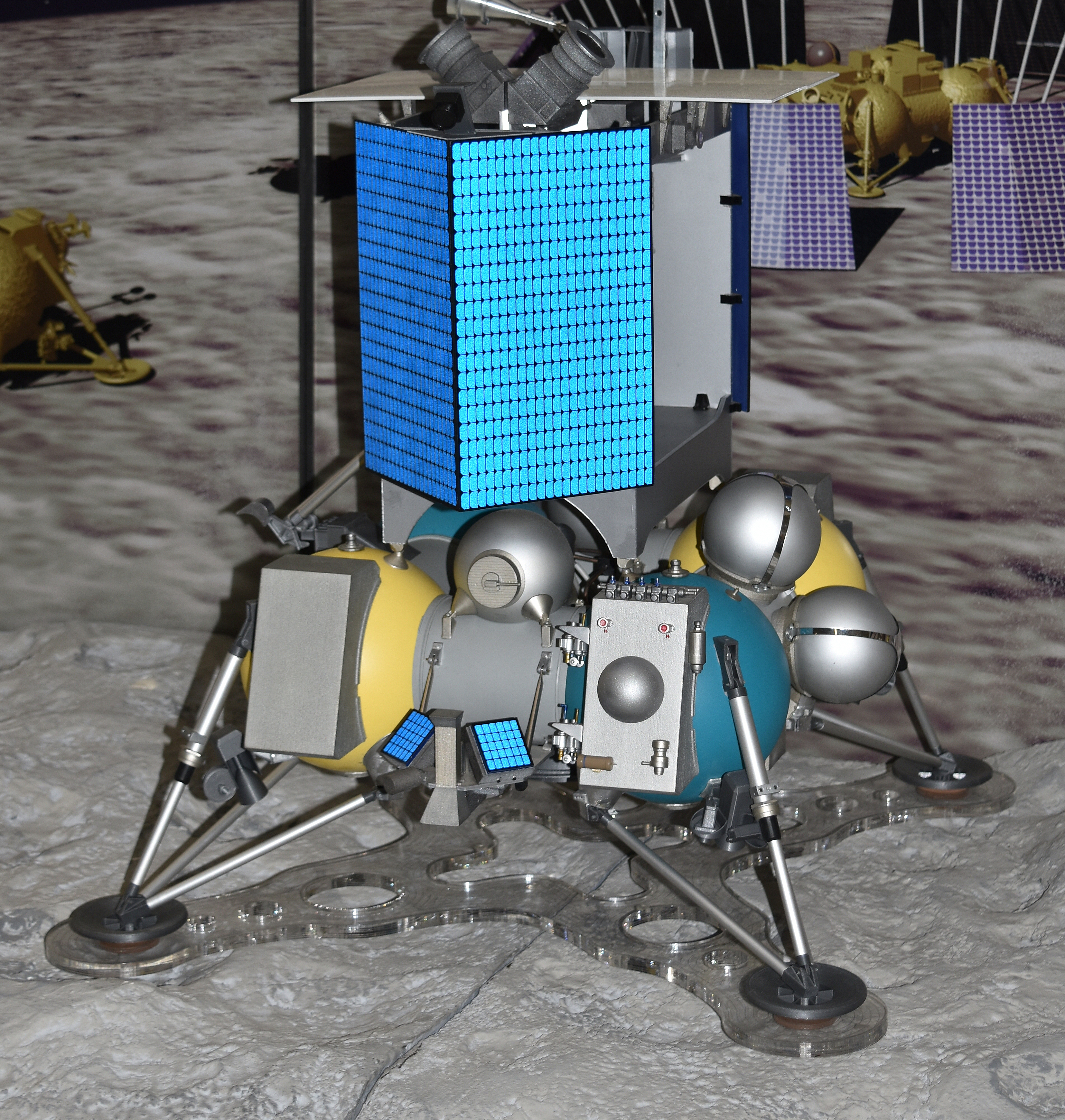
Maquette de la sonde lunaire russe Luna 25.

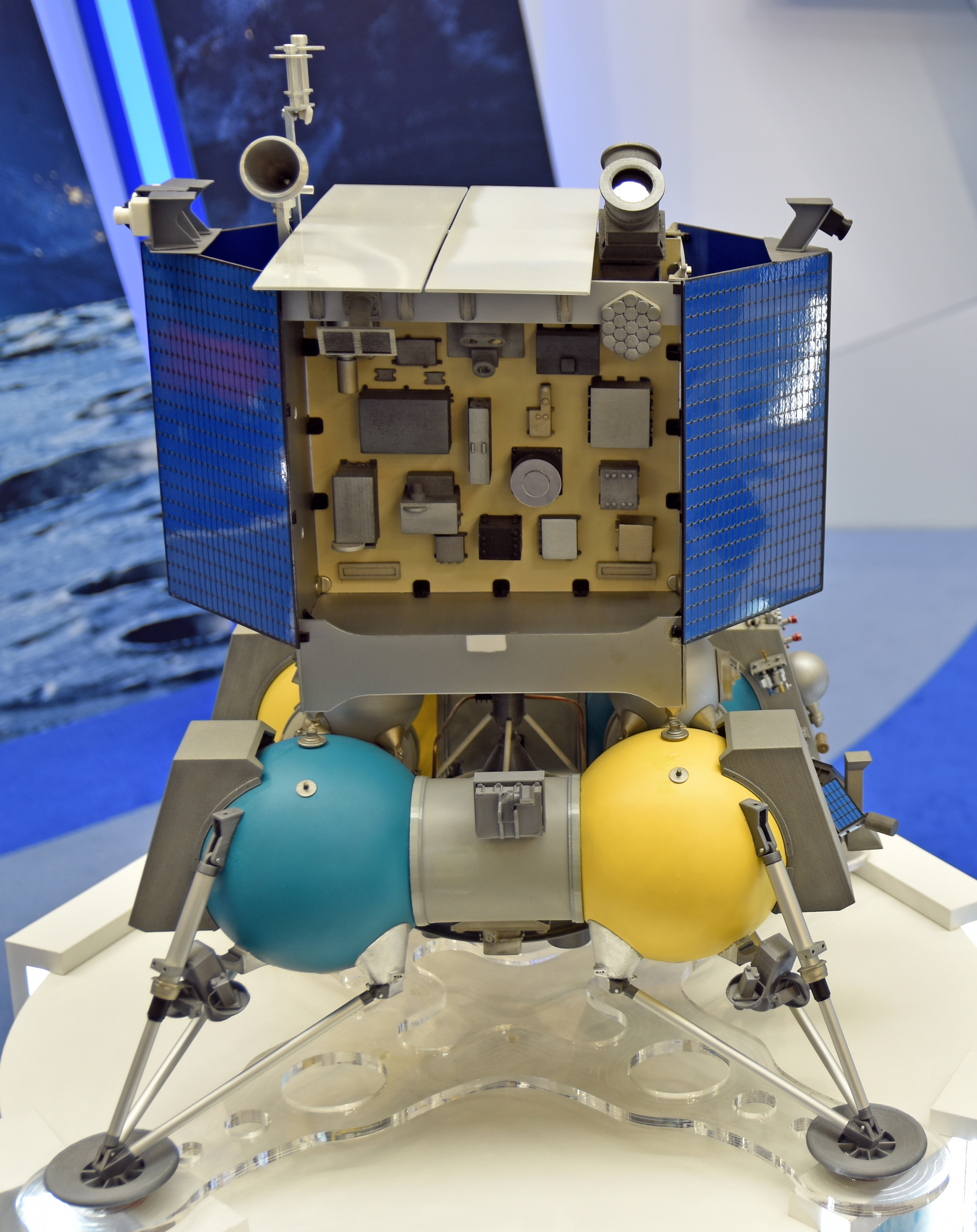
Maquette de la sonde lunaire russe Luna 27.

La phase de reconnaissance comprend les missions robotiques lunaires déjà programmées par les deux pays auxquelles pourront s'ajouter des missions d'autres partenaires (telles que celle du nanosatellite pakistanais ICUBE-Q probablement). Pour le programme ILRS, ces missions doivent contribuer à sa conception, déterminer les sites d'atterrissage et valider les techniques d'atterrissage de précision et en douceur. Les missions robotiques sont pour la Chine Chang'e 6 (mission de retour d'échantillons lunaires prélevés dans la région sud-polaire), Chang'e 7 et Chang'e 8 (missions destinées à tester l'utilisation des ressources in situ et l'impression 3D) tandis que pour la Russie, ce sont les missions Luna 25, Luna 26 et Luna 27.

### Phase de construction
La phase de construction a pour objectif de valider les technologies du Centre de commandement, de renvoyer des échantillons du sol lunaire sur Terre, d'y déposer les équipements et modules avec une grande précision et en douceur nécessaires aux équipages. Elle comprend les premières missions développées de manière véritablement conjointes entre la Russie et la Chine. Cette phase comprend les missions suivantes : 
- ILRS-1 : mise en place d'un Centre de commandement et des systèmes de support fournissant l'énergie et les moyens de communication dans le but de répondre aux besoins d'infrastructure lunaire, de permettre des opérations lunaires autonomes (recherche et exploration).
- ILRS-2 : mise en place d'un laboratoire de recherche (par exemple pour des études sur la physique lunaire) et de moyens d'exploration permettant l'étude des tubes de lave, la réalisation de profils géologiques et la collecte d'échantillons lunaires.
- ILRS-3 : mise en place d'équipements permettant de valider les technologies utilisées pour exploiter les ressources in situ.
- ILRS-4 : vérification des technologies générales permettant de poursuivre les explorations, de réaliser des expériences biomédicales lunaires et d'envoyer des échantillons de sol vers la Terre.
- ILRS-5 : création d'un observatoire astronomique lunaire permettant d'étudier les astres et la Terre.